# 南九州型城郭
南九州型城郭（みなみきゅうしゅうがたじょうかく）是種日本九州南部在火山灰積成的白砂質台地切削出曲輪所築之城郭類型。首次發表見於1987年村田修三的「圖説中世城郭辭典」。

## 特徵
- 群郭式設計。曲輪並非階梯狀相連，而是以空壕相隔開。曲輪林立在相同標高的配置。
- 巨大的空壕。火山灰積成的白砂質台地因土質軟而易於加工。因此容易造出寬且深的空壕和高聳的切岸。在知覽城甚至有深達20～30m的空壕。
- 攻城方不容易掌握本丸、主郭的位置。理由為攻城通過深挖的堀底道時視野嚴重受阻。
- 曲輪之間的聯合、統御困難，容易被各個撃破。寬幅的空壕會妨害曲輪之間的連絡。

## 代表例
- 都於郡城
- 知覽城
- 人吉城
- 志布志城
- 飫肥城
- 佐土原城
- 清色城
- 都之城
- 高山城
- 川田城

## 研究者
- 三木靖　南九州城郭談話會會長　鹿兒島國際大學名誉教授
- 新東晃一　南九州繩文研究會代表、南九州城郭談話會副會長

## 外部連結
- 山城散歩 みちくさ（日語）